# Carl Ferdinand Braun
Carl Ferdinand Braun (Fulda, Alemania;, 6 de junio de 1850-Nueva York, 20 de abril de 1918) fue un físico, inventor y profesor universitario alemán galardonado con el Premio Nobel de Física en 1909.

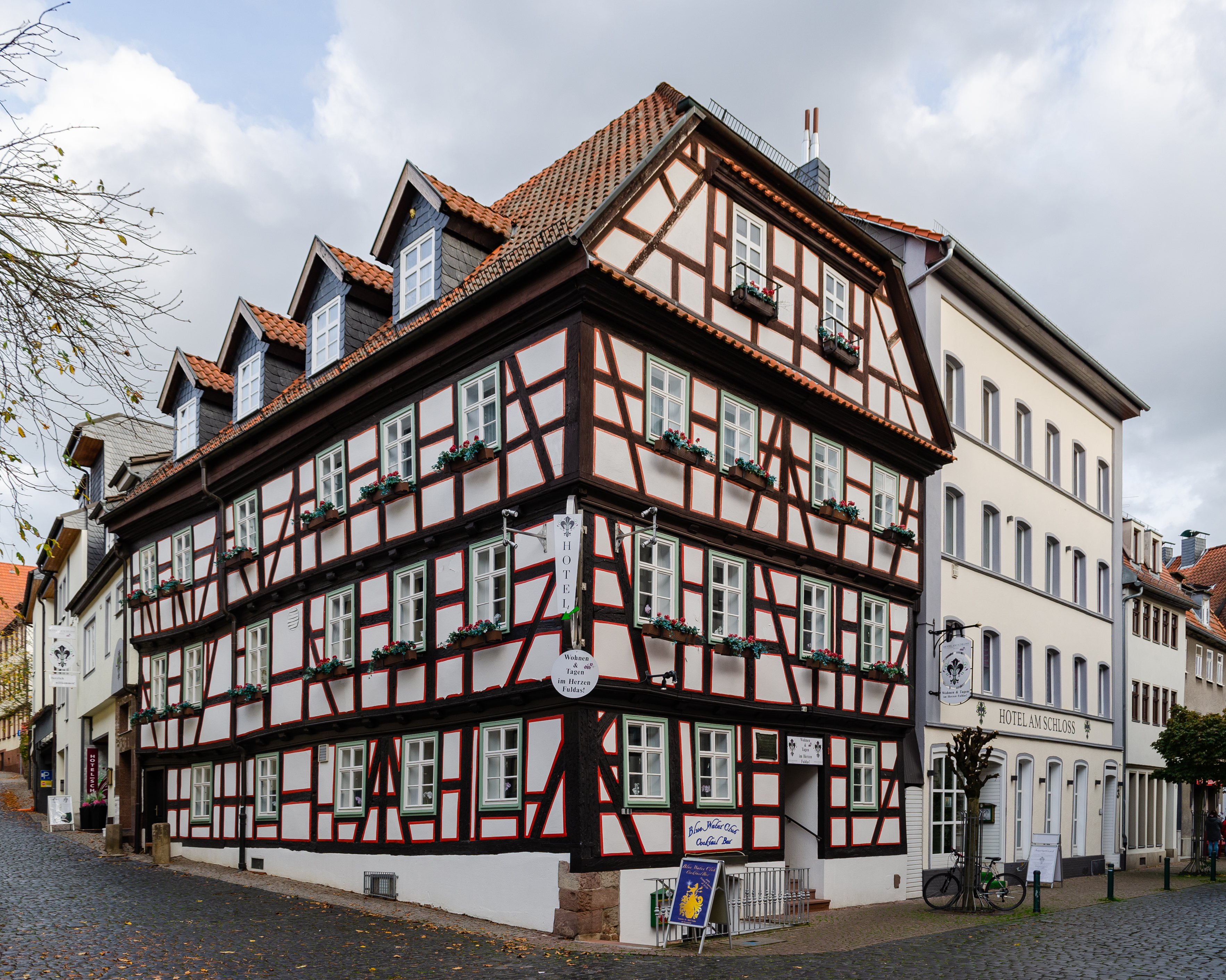
El lugar de nacimiento de Ferdinand Braun en Fulda

## Biografía
Estudió en la Universidad de Marburgo y se doctoró en 1872 por la Universidad de Berlín. Fue profesor en las universidades de Marburgo, Estrasburgo, Karlsruhe y Tubinga. Llegó a ser director del Instituto de Física de la Universidad de Estrasburgo en 1895.

## Investigaciones científicas
En 1874, Braun observó que ciertos cristales semiconductores actuaban como rectificadores, convirtiendo la corriente alterna en continua, lo que permitía el paso de la corriente en una sola dirección. Debido a este descubrimiento, se inventó el receptor de radio de transistores a mediados del siglo XX.
En 1897 desarrolló el primer osciloscopio al adaptar un tubo de rayos catódicos, de manera que el chorro de electrones del tubo se dirigiera hacia una pantalla fluorescente por medio de campos magnéticos generados por la corriente alterna. Desde 1898 también trabajó en la telegrafía sin hilos, inventando el rectificador de cristal. Guglielmo Marconi admitió haber "tomado prestada" la patente de Braun.
En 1909 recibió el Premio Nobel de Física, junto con Marconi, por sus contribuciones al desarrollo de la telegrafía sin hilos y especialmente por las mejoras técnicas introducidas en el sistema de transmisión (circuitos resonantes magnéticamente acoplados).

## Obra
- Drahtlose Telegraphie durch Wasser und Luft. Severus, Hamburg 2010, ISBN 978-3-942382-02-1 (reimpreso del original de 1901)

- Geheimnisse der Zahl und Wunder der Rechenkunst, con introducción de Hans-Erhard Lessing, rororo 60808, Reinbek, Hamburgo 2000, ISBN 3-499-60808-1